# Lay Your Hands on Me
Lay Your Hands on Me – singel zespołu Bon Jovi wydany w 1989, promujący album New Jersey. Utwór trwa ponad sześć minut, jego autorami są Jon Bon Jovi i Richie Sambora; singel charakteryzuje się długim intro perkusyjnym autorstwa Tico Torresa przy akompaniamencie partii keyboardu.
Premiera utworu miała miejsce podczas koncertów w Tacoma w Waszyngtonie i Portlandzie. Nagranie znalazło się na kompilacjach, m.in. New Jersey: The Videos and Cross Road: The Videos.
Na albumie kompilacyjnym This Left Feels Right (2003) znalazła się zremasterowana wersja utworu, która następnie grana była na trasie koncertowej promującej album Have a Nice Day.
Singel uplasował się na 7. miejscu listy Billboard Hot 100 i 20. Mainstream Rock Tracks. Był czwartym singlem z albumu, który uplasował się w czołowej dziesiątce notowania.